# Escuela Superior de Psicología de Cd. Juárez, A.C.

## Historia, catedráticos destacados y programas
Fue la visión e iniciativa del doctor Javier Cabada y los maestros Ángel Olivas, José Luis Franco, Pablo Sida, Jaime Quiñones, que hicieron realidad el proyecto de formar profesionistas en el área de psicología en Cd. Juárez. Así nace en agosto de 1982, en las instalaciones del Colegio del Valle, la "ESCUELA SUPERIOR DE PSICOLOGIA DE CD. JUAREZ, A.C."

Posteriormente, en el año de 1986, cambia su ubicación a la Escuela Preparatoria Francisco Villa; en ese mismo año la ESPCJ obtiene su incorporación a la Universidad Autónoma de Cd. Juárez y en 1992 inaugura su propio edificio, ubicado en Damián Carmona 676 sur y donde actualmente sigue avanzando hacia nuevas perspectivas.

Esta institución se ha distinguido por mantener siempre excelentes niveles académicos, y se orgullece de contar dentro de su planta de catedráticos con profesionistas excelentes y destacados a nivel local y nacional; por mencionar algunos el Dr. Oscar Horcasitas, presidente del colegio de Psicólogos; la Maestra Rosario Jiménez, directora del Centro de Desarrollo Infantil; el Lic. Raúl Bueno exdirector del Centro de Integración Juvenil; y la Maestra Martha Cabada, directora del Programa Amor y Ciencia y nominada mujer del año en 1977 y 2002.

Sin descuidar el espíritu de servicio a la comunidad juarense, en el año de 1989, inicia el programa "Amor y Ciencia" que se encarga de atender a niños con necesidades especiales. En el año 2000 surge la Clínica Antiestrés; ubicada en 5 de Mayo 719 Sur, Col. El Barreal, en donde se brinda ayuda profesional en el manejo del estrés, psicoterapia y en el tratamiento de enfermedades psicosomáticas. En este periodo también inician con una nueva oferta académica: Maestría en Psicología Clínica y Psicoterapia, única en todo el norte del país para su fecha de creación.

En el 2007 inicia operaciones el Centro Especializado en Rehabilitaciones (CER); localizado en Av. de la Raza 3692, Fracc. Los Nogales, en respuesta a la problemática de las adicciones en Cd. Juárez; con un modelo integral basado en 4 áreas: médica, psicológica, nutricional y espiritual.

En el año 2008 la Institución cumplió 26 años y siguiendo la tradición se realizó la XXIII Semana de Psicología, con el tópico: "Psicología, Educación y Transformación", con la presencia de expertos en el área de la psicología y la educación.

Actualmente la institución ofrece la Licenciatura en Psicología y la Maestría en Psicología Clínica y Psicoterapia, con una población total de 400 alumnos[cita requerida].

## Campo de trabajo
Las áreas de preparación y desarrollo que la Licenciatura de esta Institución abarca son:

- Psicología clínica. El campo de la aplicación del área clínica está relacionado principalmente con la consecución de la salud mental, el crecimiento personal, el mejoramiento de las relaciones interpersonales y un mejor uso de los mecanismos de adaptación biopsicosocial de los individuos, lo que conlleva a la eliminación de síntomas tales como la ansiedad, miedo, inseguridad, indecisión, ilusiones, etc. Sus egresados trabajan de manera independiente así como también en instituciones como el IMSS y el ISSTE.

- Psicología educativa. Se avoca a la solución de problemas de aprendizaje y rendimiento, a la orientación y consejo profesional, al uso de métodos audiovisuales, a la instrucción programada y la evaluación de aptitudes e intereses. Sus egresados trabajan en diversas instituciones educativas, mejorando los sistemas de enseñanza-aprendizaje.

- Psicología organizacional. Ofrece una amplia gama de actividades: en análisis y evaluación de puestos, selección de personal, sistemas de incentivos, tiempos y movimientos, programación de ambientes laborales así como estudios de motivación y ausentismo. Sus egresados trabajan en diversas empresas públicas y privadas.

- Psicología social. Está dirigida al estudio de la realidad social, como en la toma de decisión, actitudes, percepción interpersonal, social, etc, y trata esencialmente de grandes fenómenos tales como problemas de dinámica de grupos, conducta de masas humanas, normas sociales, relaciones de poder, transmisión de rumores y procesos de comunicación. Teniendo como último fin la presentación de programas de prevención de problemas sociales y el saneamiento de las comunidades en donde se desarrolla, ya que el psicólogo social es el experto en estos aspectos. Sus egresados trabajan en instituciones como el DIF, CERESO, MEJORAMIENTO SOCIAL PARA MENORES, CASA AMIGA AC, etc.

## Oferta académica

### Profesional
Licenciatura en Psicología - Incorporada a la UACJ (A-023-0386)

### Posgrado
Maestría en Psicología Clínica y Psicoterapia - Incorporada a la UACJ (A-023-0386)